# 1812
1812 (MDCCCXII) a fost un an bisect al calendarului gregorian, care a început într-o zi de miercuri.

## Evenimente

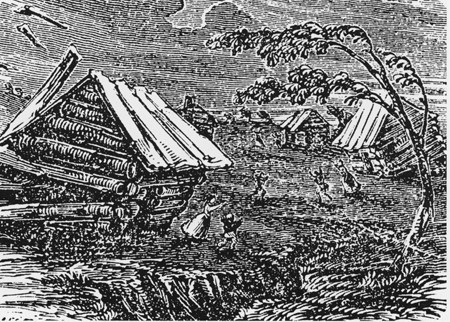
Cutremurul de pământ de la Noul Madrid (SUA) într-un desen contemporan.

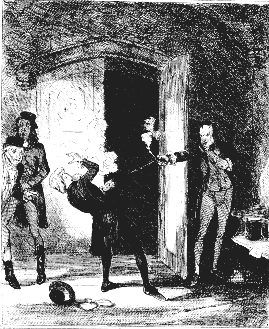
11 mai: Asasinarea lui Spencer Perceval.

### Martie
- 26 martie: Un cutremur distruge Caracas, Venezuela.
- 16/28 mai: A fost semnat Tratatul de la București (pacea) prin care se încheie războiul ruso–turc (1806–1812); Basarabia intră în componența Rusiei. Raialele din Moldova sunt de asemenea încorporate Imperiului Rus.

### Iunie
- 18 iunie: Războiul din 1812. Conflict militar între SUA și Marea Britanie, încheiat cu Tratatul de la Gent.
- 24 iunie: Napoleon invadează Rusia.

### Septembrie
- 7 septembrie: Bătălia de la Borodino. Bătălie sângeroasă, în războaiele napolionene, purtată în timpul invadării Rusiei de către Napoleon I. Această victorie i-a permis lui Napoleon I să ocupe Moscova.

### Noiembrie
- 26-28 noiembrie: Bătălia de la Berezina, cu înfrângerea trupelor lui Napoleon.

### Nedatate
- august: Ioan Gheorghe Caragea, domn al Țării Românești (până în 1818).
- august: Scarlat Callimachi, domn al Moldovei (până în 1819).

- Capitala Finlandei a fost mutată de la Turku la Helsinki.

## Arte, știință, literatură și filozofie
- 1812-1815 Frații Grimm publică o culegere de povești Kinder- und Hausmärchen (Povești de spus copiilor acasă)
- Beethoven compune simfoniile a 7-a și a 8-a
- Lord Byron publică Childe Harold

## Nașteri
- 7 februarie: Charles Dickens (n. Charles John Huffam Dickens), romancier britanic (d. 1870)
- 10 februarie: Gheorghe Eminovici, tatăl poetului Mihai Eminescu (d. 1884)
- 1 martie: Nicolae Kretzulescu, medic și om politic, prim-ministru al Principatelor Unite (d. 1900)
- 3 aprilie: Louise-Marie a Franței soția regelui Leopold I al Belgiei (d. 1850)
- 15 aprilie: Théodore Rousseau, pictor francez (d. 1867)
- 7 mai: Robert Browning, poet englez (d. 1889)
- 14 mai: Costache Negri, scriitor, diplomat și om politic român (d. 1876)
- 24 mai: George Barițiu, istoric și gazetar român, întemeietorul presei românești din Transilvania (d. 1893)
- 12 iulie: Mirza Fatali Akhundov, scriitor și filosof azer (d. 1878)
- 31 iulie: Amélie de Leuchtenberg, a doua soție a împăratului Pedro I al Braziliei (d. 1873)
- 4 noiembrie: Aleardo Aleardi, poet italian (d. 1878)
- 9 noiembrie: Paul Abadie, arhitect francez (d. 1884)

## Decese
- 11 mai: Spencer Perceval, 49 ani, prim-ministru al Marii Britanii (1809-1812), (n. 1762)
- 19 septembrie: Mayer Amschel Rothschild, 68 ani, bancher german (n. 1744)